# Соглашение с князьями церкви

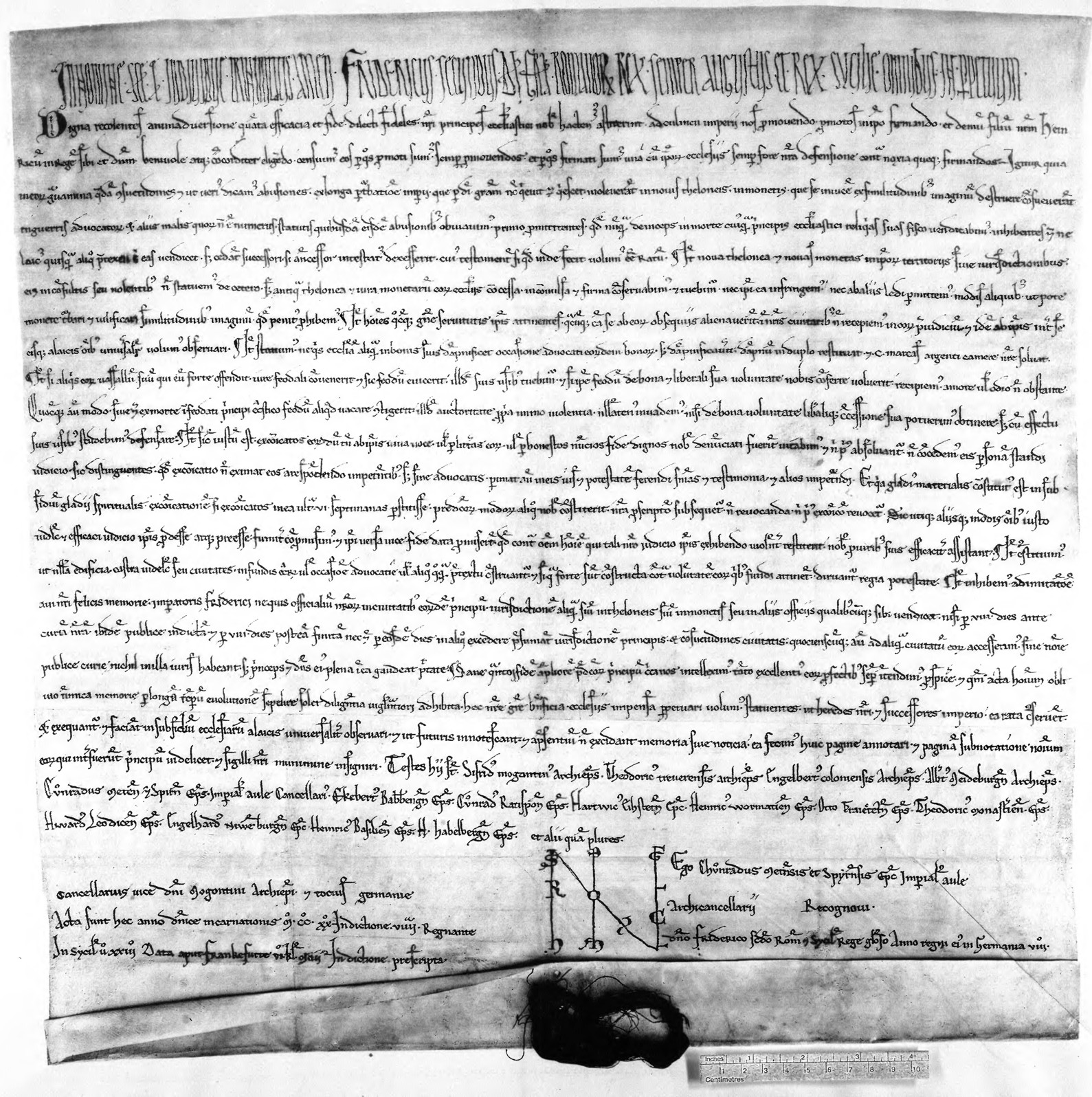
Соглашение с князьями церкви, 1220

«Соглашение с князьями церкви» (лат. Confoederatio cum principibus ecclesiasticis) — закон Священной Римской империи, утверждённый императором Фридрихом II 26 апреля 1220 г., предоставивший обширные привилегии высшему германскому духовенству и заложивший основу формирования церковных княжеств в составе империи. «Соглашение с князьями церкви» считается одной из важнейших правовых основ конституции Священной Римской империи
«Соглашение с князьями церкви» было издано в благодарность за избрание сына Фридриха II Генриха римским королём и имело целью обеспечить умиротворение высшего духовенства Германии в условиях длительного нахождения императора в Италии, а также его поддержку в борьбе с папой римским и итальянскими гвельфами. Соглашением Фридрих II подтверждал уступку высшим иерархам немецкой церкви ряд важных королевских прерогатив (регалий): права чеканки монеты, взимания пошлин, строительства крепостей и некоторые другие. За епископами было также признано право осуществления правосудия на территории своих владений, причём император гарантировал приведение приговоров церковных судов в исполнение силами государственной власти. В частности было установлено, что отлучение от церкви автоматически влечёт объявление имперской опалы в отношении отлучённого. 
Хотя, по мнению современных исследователей, «Соглашение с князьями церкви» лишь фиксировало уже сложившийся объём прав и привилегий высшего германского духовенства, оно имело большое значение для развития немецкой государственности, поскольку явилось правовой основой формирования в составе Священной Римской империи церковных княжеств, обладающих определённым территориальным суверенитетом, и вместе с изданным в 1232 г. «Постановлением в пользу князей» способствовало дальнейшему расширению прерогатив и росту влияния князей в ущерб власти императора и интересам имперских городов. 